# قاعدة النواصر الجوية
قاعدة النواصر الجوية (بالإنجليزية: Nouasseur Air Base) كانت قاعدة جوية تابعة للقيادة الجوية الإستراتيجية للقوات الجوية الأمريكية تقع في النواصر قرب مدينة الدار البيضاء المغربية. استعملت قاعدةً للانتشار الأمامي لقاذفات قنابل استراتيجية تابعة للقيادة الجوية الإستراتيجية من طراز كونفير بي-36 وبوينغ بي-47. هي الآن مطار محمد الخامس الدولي ويأوي مروحيات القوات البحرية الملكية المغربية.
كان يستعملها كذلك سلاح الجو الفرنسي حتى 1959 تحت اسم قاعدة جوية 200.

## إغلاق
مع زعزعة استقرار الحكومة الفرنسية في المغرب، واستقلال المغرب عام 1956، أرادت حكومة الملك محمد الخامس اسنحاب القوات الجوية الأمريكية من قواعدها في المغرب، ألحت على ذلك إثر التدخل الأميركي في لبنان عام 1958. وافقت الولايات المتحدة على الخروج منذ ديسمبر 1959، وانسحبت كليا من قاعدة النواصر الجوية وسلمت البنية التحتية إلى الحكومة المغربية يوم 15 أغسطس 1963.
بعد إغلاق قاعدة القوات الجوية الأمريكية يوم 15 أغسطس 1963، أعيد استخدام هياكلها تجهيزا لمطار محمد الخامس الدولي في الدار البيضاء.